# Mityana
Mityana est une ville située dans le district de Mityana, en Ouganda.

## Personnalités liées à la localité
- Joyce Mpanga est née à Mityana.

## Source
- (en) Cet article est partiellement ou en totalité issu de l’article de Wikipédia en anglais intitulé « Mityana » (voir la liste des auteurs).